# Umbratilem
Umbratilem, apostolska konstitucija kojom je papa Pio XI. 1924. god. odobrio Statute kartuzijanskog reda

Pio XI., papa koji je proglasio Ivana od Križa crkvenim naučiteljem, a Tereziju iz Lisieuxa uzdigao na čast oltara i postavio ju za zaštitnicu misija, apostolskom konstitucijom Umbratilem pružio je kršćanskom svijetu „Magnu Cartu kontemplativnog života“, kako ju je nazvao Thomas Merton. Povod za nastanak dokumenta bilo je odobrenje novih kartuzijanskih Statuta koji su sastavljeni radi usuglašavanja sa Zakonikom kanonskog prava izdanim 1917. godine.
Riječ je o veoma vrijednom dokumentu za duhovno bogoslovlje, već i zbog same forme u kojem je iznesen nauk o vrijednosti kontemplativnog života. Apostolska konstitucija predstavlja rijedak i kanonski najviši oblik papinskog dokumenta; forma u kojoj su objavljivani najvažniji dokumenti koncila i putem koje Sveti Otac objavljuje nauk ex cathedra. U svojoj učiteljskoj službi papa Pio XI. se u više navrata pozivao na ovaj dokument,  a to su činili i Pio XII., Ivan XXIII., Pavao VI., Ivan Pavao II. i Benedikt XVI., a našao je svoje mjesto i u 43. broju Lumen Gentiuma. Zanimljivo je da je prvi nacrt dekreta o redovništvu, današnji Perfectae Caritatis, za temelj imao upravo Umbratilem.
Konstitucija je snažan argument protiv nanovo oživjelih ideja amerikanizma koje sada falsificirajući nauk Drugog vatikanskog koncila hermeneutikom diskontinuiteta ponovno uvode pomutnju te čine ne malu štetu dušama koje teže svetosti.
Dokument može biti od velike koristi onima koji su pozvani na ovakav život. Onima koji su se već odazvali da sa zahvalnošću uvide veličinu dara koji im je Gospodin udijelio, a ako sumnjaju u svrhovitost svoga poziva, što je česta i velika kušnja pri ovakvom pozivu, da osvjedočeni riječima Učiteljstva velikodušno prionu uz ono na što ih je Gospodin pozvao. Svima onima koji nisu pozvani na ovakav specifičan način života, Umbratilem može biti od pomoći za uvidjeti važnost i neophodnost molitve za svaki plodonosan apostolski rad.
Valja usput napomenuti da teoretska rasprava o vrijednosti kontemplativnog života u odnosu na aktivni kod osoba koje razlučuju svoje zvanje je sasvim suvišna. Ovo pitanje je veoma dobro obrazložio Merton:
Naš je nebeski Otac pozvao svakoga od nas na mjesto, na kojem On može najbolje zadovoljiti svoju beskrajnu želju da nas učini dobrima. Njegov neistraživ izbor te službe ili toga životnog položaja ili posebne zadaće na koju nas zove, ne smijemo prosuđivati nutarnjom vrijednošću tih službi, nego samo po sakrivenoj Božjoj ljubavi. Ljubim svoje zvanje ne zato što mislim da je najbolje u Crkvi, nego zato što je ono koje je Bog htio za mene.

## Unutarnje poveznice
|  | Wikizvor ima izvorni tekst Umbratilem |

|  | Wikizvor ima izvorni tekst Citati o kontemplativnom životu |

## Vanjske poveznice
- Službena stranica s Apostolskom konstitucijom